# Coreutéria
Coreutéria ou Quereutéria (Koelreuteria paniculata Laxm.) é uma árvore da família Sapindaceae. As folhas são caducas e de tamanho médio. É uma árvore de crescimento rápido, que pode atingir 10 metros de altura, para 6 metros de diâmetro da copa arredondada. A floração, entre dezembro a abril, produz flores de cor amarela. A frutificação é do tipo cápsula e decorre entre maio e junho. Os frutos são róseos e também bastante ornamentais. A coreutéria é uma árvore com origem na China, Coreia e Japão.
Sinonímia botânica: Sapindus chinensis L.